# Kasimirsborgs fornminnesområde
Kasimirsborg är en forntida boplats med gravområde beläget en kilometer söder om Casimirsborgs herrgård i Gamleby socken i Tjust, Västerviks kommun i Småland. 
Boplatsen av bronsålderskaraktär ligger i en avtrappande slänt ner mot Gamlebyviken, där terrängen mest består av öppen hagmark, kontra morän och hällar, som omkransar en uppodlad dalsänka. Sju röjda ytor och sexton skärvstenshögar har påträffats i området och bland det femtiotal gravar som förekommer i boplatsens närhet, är en stenfylld skeppsformig stensättning, sex mindre stenkistor, i övrigt ett antal gravrösen och  runda stensättningar. På de utspridda hällarna finns flera hällristningar vars motiv består av hjulkors, fotsulor och människofigurer. Därtill finns sju tydliga skålgropsförekomster. 
Nordväst om herrgården är en fornborg belägen.